# 宗座传信大学
宗座傳信大學（拉丁語：Pontificia Universitas Urbaniana；縮寫：PUU）， 又名烏爾班大學。著名的天主教宗座大學，歷史悠久，專門從事神職人員和傳教士的培育。它位於意大利羅馬賈尼科洛山山頂。

## 歷史
宗座傳信大學的前身，是梵蒂岡傳信部於1624年10月1日建立的傳信學院（坐落於罗马西班牙廣場）。1627年8月1日，教宗烏爾班八世將其遷至比鄰梵蒂冈的贾尼科洛山山丘，並大力擴建，升格為宗座“完全大學”，可頒發神哲學的博士學位。為紀念這位教宗，大學更名為宗座“Urbaniana”大學。万民福音部的樞機按慣例皆為宗座傳信大學的名譽校長。

## 現況
宗座傳信大學現有教授200位，學生1500人左右。大學內部另有供修生居住的傳信公學，集中培育在羅馬念書的傳教區修道生。根據1929年意大利与梵蒂冈签订的拉特朗條約，宗座傳信大學属梵蒂冈治理，拥有治外法权。
傳信大學主要学科为哲学、神学、传教学、教会法律；包括两大学院（传教员及传教灵修学院；非宗教信仰、宗教与文化研究学院）；中国研究中心；社会传播中心；语言部以及珍藏着许多宝贵传教著作的图书馆。此外，傳信大學还有遍布世界各地（亚洲、非洲、美洲、欧洲、大洋洲）的一百多个附属学院、研究中心、修道院，共有一万多名学生。 比如：香港聖神修院、新加坡神學院等等。

## 校友
- 約翰·亨利·紐曼 - 樞機主教
- 于斌 - 樞機主教，輔仁大學校長
- 羅光 - 總主教，輔仁大學校長
- 李振英 - 蒙席，輔仁大學校長
- 范学淹
- 胡振中
- 王愈榮
- 汤汉

## 外部連結
- 宗座傳信大學（页面存档备份，存于）

## 資料來源
1. ↑  College of Cardinals Biographical notes, Holy See Press （页面存档备份，存于） (accessed May 28, 2010)
2. ↑  梵蒂冈 - 传信大学乌尔巴诺公学：为福音服务的多元文化工作坊 （页面存档备份，存于）(accessed Mar 25, 2014)